# Reign Edwards
Reign Edwards (* 1. Dezember 1996 im Harford County, Maryland) ist eine US-amerikanische Filmschauspielerin.

## Leben
Reign Edwards ist seit 2008 als Schauspielerin in US-Fernsehserien und Filmen zu sehen. Bekannt wurde sie mit ihrer Rolle der Nicole Avant in der Seifenoper Reich und Schön. Für diese Rolle wurde sie 2016, 2017 und 2018 für einen Daytime Emmy Award (Kategorie Younger Actress in a Drama Series) nominiert. Weitere Serien waren MacGyver, Snowfall und The Wilds.

## Filmografie (Auswahl)
- 2015: Die Thundermans (The Thundermans, Fernsehserie, 3 Folgen)
- 2015–2018: Reich und Schön (The Bold and the Beautiful, Fernsehserie, 267 Folgen)
- 2017–2019: MacGyver (Fernsehserie, 13 Folgen)
- 2017–2021: Snowfall (Fernsehserie, 20 Folgen)
- 2018: Hell Fest
- 2019: Into the Dark (Fernsehserie, Folge 2x02 Pilgrim)
- 2020–2022: The Wilds (Fernsehserie, 18 Folgen)
- 2022: Love You Anyway
- 2023: Truth Be Told – Der Wahrheit auf der Spur (Truth Be Told, Fernsehserie)
- 2023: Old Dads